# Jurij Prešeren
Jurij Prešeren, slovenski rimskokatoliški duhovnik, brat pesnika Franceta Prešerna, * 29. marec 1805, Vrba, 7. oktober 1868, Ovčja ves v Kanalski dolini.

## Življenje
V Ljubljani je leta 1829 končal gimnazijo in licej. Ker od rojstva ni imel desnega uhlja, ga škof Wolf ni hotel sprejeti v semenišče. Bogoslovje je zato študiral kot zunanji študent, nato odšel v celovško bogoslovje, kjer mu je bil spiritual Anton Martin Slomšek. Posvečen je bil 5. avgusta 1832, novo mašo pa je pel v domači župniji Breznica. Služboval je v raznih krajih na Koroškem med Nemci. Bil je dober pridigar v nemščini, slabši pa v slovenskem jeziku. Z bratom pesnikom sta se odtujila, vendar ga je med boleznijo podpiral z denarjem. Pozneje se je vdal pijači in zbolel (psihične težave), tako da je služboval lahko le še v manjših župnijah: Sv. Valburga (St. Walburgen) pri Mostiču, Otok (Maria Wörth) na Vrbskem jezeru in zadnja štiri leta v Ovčji vasi pri Žabnicah, kjer je tudi pokopan.